# Коптський музей (Каїр)
Коптський музей (араб. المتحف القبطي, англ. Coptic Museum) — історико-культурний і релігійний музейний осередок у столиці Єгипту місті Каїрі. Музей володіє найбільшою колекцією єгипетських християнських (коптських) артефактів, зокрема і предметів мистецтва, у світі, й висвітлює історію християнства в Єгипті від становлення до сучасності.

## Загальні дані
Коптський музей розташований у історичному районі Каїра, знаному як Коптський Каїр (біля станції метро «Марі Гіргіс»).
У теперішній час Коптський музейний комплекс розкинувся на території у 8 000 м² — ця земля була надана Коптською православною церквою за покровительства патріарха Кирила V Александрійського.
Перший керівник Музею — засновник Музею Маркус Сімака-паша, його наступником став доктор Того Міна (Dr Togo Mina), в вже потому — доктор Пагор Лябіб (Dr Pahor Labib), перший хто обійняв посаду директора музею.

## Історія музею

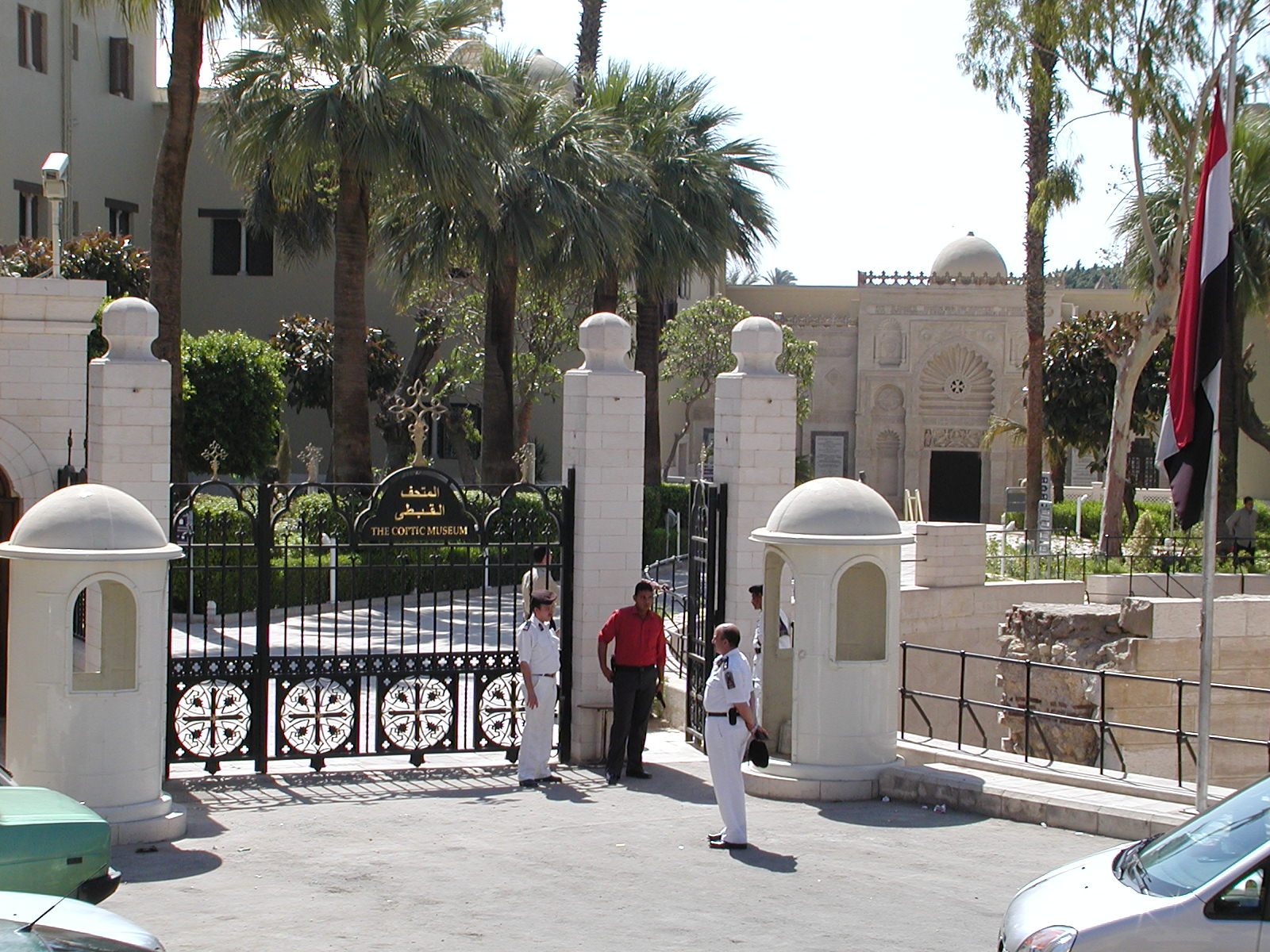
Центральний вхід до музею

Коптський музей було засновано Марком Сімайка-пашою як Музей коптської патріархії 1908 року. Сюди, зокрема, з дозволу Патріарха Кирила V, було доставлено старожитності із коптських монастирів і церков. 1910 року для музею було зведено спеціальну будівлю. Урочисте відкриття музею відбулося 14 березня того ж (1910) року. У подальшому приміщення не раз розширювали за рахукнок прибудов.
Коптська громада щедро жертвувала на музей, в т.ч. й передаючи для поповнення музейної колекції предмети мистецтва та культу (фрески, ікони, церковні посуд і одяг, тощо).
У 1931 році Коптському музею було надано статусу державного музейного закладу, що перебував у віданні Департаменту Старожитностей Єгипту (Department of Antiquities). А 1939 року до музею було передано зібрання коптських пам'яток із Каїрського єгипетського музею. Їх, зокрема, розмістили у Новому крилі, будівництво якого було завершено 1944 року.
У зв'язку із частковим руйнуванням, Старе крило закрили 1966 року, а реставрацію всього музею було здійснено в період 1983—84 років. Роботи з укріплення підмурків і мурів музейної споруди, проведені у 1986—88 роки, допомогли встояти музею під час землетрусу 1992 року. Нові відновлювальні роботи у Коптському музеї проводились у 2005—06 роки.

## Експозиція та діяльність
Експозицію та фонди Коптського музею складає зібрання унікальних предметів коптської культури, в т.ч. предметів культу та мистецтва, що є найбільшим у світі. Загальна кількість одиниць зберігання Коптського музею становить близько 15 000.
Колекцію розподілено у декількох відділах-залах (за видами мистецтв). У спеціальний відділ виокремлено коптські пам'ятки з-за меж сучасного Єгипту та матеріали розкопок гробниць. При музеї діє бібліотека старовинних манускриптів, одними з найкоштовніших предметів якої є 1 200 сувоїв т.зв. Бібліотеки Наг-Хаммаді (релігійні кодекси, писані коптською мовою, й складені та виготовлені у перші століття н.е., виявлені 1945 року в районі міста Наг-Хаммаді), доступ до них здійснюється лише за спецдозволами і винятково для фахівців-дослідників.
Для поповнення своїх колекцій співробітиками Коптського музею постійно здійснюються археологічні експедиції — так у 1950—51 роках проводились розкопки у районі Абу-Мени (за 80 км західніше від Александрії), а 1961 року розкопки в межах Каїру було проведено спільно з Німецьким Археологічним інститутом.
Коптський музей — значний культурний осередок коптів, Каїру і Єгипту в цілому.

## Виноски
1. ↑  Про Коптський музей на www.lastminute.com. Архів оригіналу за 14 лютого 2007. Процитовано 12 грудня 2009.
2. ↑  Gabra, Gawdat and Marianne Eaton-Krauss. The Illustrated Guide to the Coptic Museum, 17
3. ↑  Zaki, Isis. "History of the Coptic Museum." [Архівовано 4 квітня 2009 у Wayback Machine.]
4. ↑  Gabra, Gawdat and Marianne Eaton-Krauss. The Illustrated Guide to the Coptic Museum, 21.
5. ↑  Daily star Egypt. Архів оригіналу за 25 жовтня 2008. Процитовано 12 грудня 2009.
6. ↑  Nag Hammadi Library. Архів оригіналу за 31 березня 2005. Процитовано 12 грудня 2009.
7. ↑  Ходжаш С. Каир. («Города и музеи мира»), М.: «Искусство», 1975, стор. 95 (рос.)